# حمام تاریخی یعقوبیه
حمام تاریخی یعقوبیه اردبیل با کاربری فرهنگی و رستوران به مساحت ۳۰۸ متر مربع در محله یعقوبیه اردبیل واقع میباشد.این بنا در مهر ماه ۱۳۸۲ به شماره ۱۰۳۴۸ توسط سازمان میراث فرهنگی کشور به ثبت ملی رسیده است. .